# Bunium microcarpum
Bunium microcarpum är en flockblommig växtart som först beskrevs av Pierre Edmond Boissier, och fick sitt nu gällande namn av Josef Franz Freyn. Bunium microcarpum ingår i släktet jordkastanjer, och familjen flockblommiga växter.

## Underarter
Arten delas in i följande underarter:
- B. m. bourgaei
- B. m. longiradiatum
- B. m. microcarpum